# José Carralón
José Carralón ( - fallecido en Madrid, 1750) fue uno de los médicos reales con el cargo de Médico Honorario de la Cámara Real y fundador de la Academia Médica Matritense.

## Breve biografía
Fue uno de los fundadores de la Academia Médica Matritense, junto con Alejandro Martínez Argandoña y Baltasar de la Torre. Surgida de la tertulia en la rebotica de José Ortega, en la calle de la Montera, donde se reunían para charlar de ciencia y literatura, consiguieron el patrocinio real. Pasó entonces a llamarse Real Academia Médica Matritense, y posteriormente Real Academia de Medicina.
El doctor Carralón ejerció como primer presidente de la Academia. Su cargo lo ocupó por aclamación del resto de los miembros. Dimitió con la idea de que se eligiera al presidente mediante el voto secreto y volvió a salir elegido. Tras la transformación en Real Academia Matritense, el Rey Felipe V hizo recaer la presidencia en el primer médico real, el profesor italiano José Cervi, que además era presidente del Real Protomedicato. José Carralón fuevicepresidente en el bienio 1734-1735.
Además de médico de la cámara real, fue médico del duque de Solferino,  del Hospital General de Madrid y del obispo presidente del Real y Supremo Consejo de Castilla.